# Ivarsten
Der Ivarsten ist ein etwa fünf Meter hoher Felsbrocken und Grenzstein (offizielle Bezeichnung: Riksröse 259), der die Grenze zwischen Schweden und Norwegen markiert. Er liegt etwa 25 Kilometer westlich des Kebnekaise. An ihm macht der Grenzverlauf einen starken Knick, der auch auf Landkarten mit kleinem Maßstab deutlich hervortritt. Aufgrund seiner Größe und der gelb gestrichenen Spitze ist er weithin sichtbar und dient Wanderern als Wegmarkierung auf dem Nordkalottleden zwischen Gautelishytta und Hukejaurestugan.